# Суклєтін Олексій Васильович
Олексі́й Васи́льович Суклє́тін (рос. Алексей Васильевич Суклетин; нар. 13 березня 1943, Казань, Татарська АРСР, РРФСР, СРСР — 29 червня 1987, там само) — радянський серійний убивця, канібал і ґвалтівник, який убив не менше семи осіб у селищі Васільєво Зеленодольського району Татарської АРСР, де працював сторожем у садівничому товаристві. Своїх жертв він вбивав вдома, після чого розчленовував та вживав у їжу разом зі спільницею Мадіною Шакіровою. Багато жертв Суклетіна були маргінальними людьми, і він мотивував вбивства боротьбою з проституцією.
До серії вбивств Суклєтін був двічі судимий за тяжкі злочини, скоєні ним у 1960 та 1964 роках, і провів в ув'язненні 14 років. 1979 року Суклєтін познайомився з Мадіною Шакіровою, яка стала його спільницею у вбивствах. Спочатку вони займалися здирством. Їхнім спільником був друг Олексія Суклєтіна Рінат Волков, а жертвами — таксисти, яких Суклетін і Волков жорстоко били.
З листопада 1981 року по 1982 рік Суклєтін убив шістьох осіб: чотирьох жінок, 15-річну Резеду Галимову та школярку Валентину Єлікову. Двох наймолодших жертв він зґвалтував. Після вбивства Валентини Єликової Шакірова пішла від Суклєтіна, який став співмешкати з Лідією Федоровою. Вона приводила до нього свого родича Анатолія Нікітіна як супияка, проте відмовилася допомагати вбивати людей, і у 1985 році Суклєтін убив Федорову в співучасті з Нікітіним, після чого розповів про це своєму товаришу по чарці Геннадію Углову і був заарештований. Олексія Суклєтіна було визнано осудним, засуджено до смертної кари і розстріляно за вироком суду. Мадіну Шакірову та Анатолія Нікітіна було засуджено до 15 років позбавлення волі, а Ріната Волкова — до 7 років позбавлення волі.

## Біографія

### Ранні роки та перші злочини
Народився 13 березня 1943 року в Казані. Мав сестру. Мати Олексія працювала медсестрою у військово-польових шпиталях, де він і провів перші роки життя. Деякі джерела, зокрема, слідчий Фарід Загідуллін, зазначають, що на його психіці відбилися образи поранених під час Другої світової війни. Хлопчик ріс без батька, фактично його виховала вулиця. Уже в дитинстві Олексій Суклєтін почав красти, з шести років він убивав тварин. У школі Олексій навчався посередньо, закінчив вісім класів. У підлітковому віці він почав пиячити, після чого ставав неадекватним, і отримав відповідну компанію.
Свій перший доведений злочин Олексій Суклєтін скоїв у лютому 1960 року у віці 16 років. Вночі він, перебуваючи в п'яному вигляді, напав на дівчину на ім'я Гузель, розірвав їй блузку і вдарив важким тупим предметом по голові. Потерпіла знепритомніла, і Суклєтін спробував її згвалтувати. Жертву врятувала поява двох молодих людей. Злочинець спробував їх прогнати, проте був затриманий, а Гузель отямилася. Суклєтін боявся страти, на суді плакав, зображуючи каяття. У результаті він був засуджений до двох років позбавлення волі — покарання нижче мінімальної межі, встановленої законом.
Засуджений був етапований у виховно-трудову колонію. Там він зустрівся з другом дитинства на прізвисько Карась, який вчив його грати в карти, битися і не співпрацювати з адміністрацією колонії. Так як Суклєтін був засуджений за статтею, що вважалася за тюремними поняттями «ганебною», співкамерники знущалися з нього, били Суклєтіна і засовували йому в ніс зубний порошок. Після повноліття Суклєтін був переведений у дорослу виправно-трудову колонію, де служив одному з кримінальних авторитетів, що відбували покарання, а той навчав Олексія боксу.
Вийшовши на волю, Суклєтін не працював, продовжував багато пити. У 1964 році він вчинив новий злочин разом із товаришем по чарці. У компанії не знайшлося грошей на алкоголь, і Суклетін повідомив приятелю про пенсіонерку Марію Чорткову, яка жила неподалік, у якої лагодив плитку його знайомий. Удвох вони увійшли до квартири Чорткової, представившись працівниками газової служби, і почали вимагати у Марії гроші, погрожуючи вбивством. Суклєтін зв'язав господиню квартири, вставив їй у рот ганчірку і вдарив її залізною статуеткою по голові, після чого Чорткова знепритомніла. Суклєтін із супияком викрали з її квартири 80 рублів. Жертва прийшла до тями і повідомила міліції про напад. Чорткова докладно описала злочинців, і за кілька годин вони були затримані у найближчій пивній.
Олексія Суклєтіна було засуджено до 12 років позбавлення волі в колонії суворого режиму. Як рецидивіст він отримав найбільший тюремний термін серед нападників. Наслідуючи заповіти «Карася», Суклєтін поставив собі за мету увійти в оточення якогось авторитетного ув'язненого. Він став служити колишньому торговому працівникові — наближеному «Князя», місцевого «злодія в законі». При цьому Олексій Суклєтін ворогував із найстаршим засудженим на прізвисько «Дід» і з його союзником Ікбіном — молодим ув'язненим, який володів прийомами рукопашного бою. Якось Олексій обмовив Ікбіна і налаштував проти нього радника «Князя», який наказав кільком ув'язненим побити Ікбіна. Але той дав їм відсіч, а донос був викритий. 
Після цього Суклєтін потрапив у нижчу тюремну касту «опущених». Він мріяв помститися «Князю», але не став нічого для цього робити, тому що хотів вийти на волю живим і неушкодженим. Суклєтін співпрацював із правоохоронними органами, розповідаючи їм про кожне порушення. Також він читав багато книг і надалі використовував свою начитаність, щоб спокушати жінок. До моменту виходу на волю Суклєтін провів у місцях ув'язнення 14 років.

### Життя після виходу на волю у 1976 році
1976 року Олексій Суклєтін вийшов на волю. Він влаштувався робітником у тресті «Татрембудпобут», де жодного разу не вийшов на роботу, працював сторожем у садівничому товаристві «Схід», звідки був звільнений за прогули. У 1978 Суклєтін влаштувався санітаром в психіатричну лікарню, а у 1979 знову став дачним сторожем, цього разу в садовому товаристві «Каенлик» у селищі міського типу Васільєво Зеленодольського району Татарської АРСР. Він крав будматеріали товариства та продавав їх.
Олексій Суклєтін одружився, вразивши наречену своєю начитаністю, але постійно зраджував дружині, бив її і доводив до втрати свідомості. Коли дружина завагітніла, Суклєтін її покинув. Він знайшов собі друга, мріяв про спільну злочинну діяльність і одностатеве кохання з ним. Однак дружба закінчилася, коли Суклєтін, прийшовши з цим другом у ресторан, напав на відвідувача і, погрожуючи ножем, вимагав віддати гаманець. Відвідувач виявився спортсменом і дав відсіч нападнику.

### Знайомство з Мадіною Шакіровою. Початок спільної злочинної діяльності
1979 року Олексій Суклєтін познайомився з Мадіною Шакіровою, 23-річною уродженкою Васільєва, і почав з нею співмешкати. Мадіна Шакірова народилася у бідній родині. Школу вона закінчила важко, вищої освіти не мала. Вона їздила на заробітки до Узбекистану, де зазнала насильницького акту лесбійства з боку Тамари, колеги по роботі. Потім Мадіна перебралася до Казані, де працювала токаркою на заводі, кролівницею на фермі. Стосунки з чоловіками у неї не складалися: Мадіна переживала з приводу свого походження та неосвіченості, при цьому мріяла про чоловіка, гарного, як Ален Делон. Якийсь час вона зустрічалася з водієм Рашидом. Коли Шакірова завагітніла, Рашид зажадав зробити аборт, проте Мадіна відмовилася, і Рашид її покинув. Шакірова думала про самогубство, але відмовилася від цієї ідеї. У неї народилася дочка.
Коли Шакірова вперше побачила Суклєтіна, він здався їй інтелігентною людиною. Мадіна подумала, що Олексій працює лікарем або інженером. Через півроку вони випадково зустрілися в електричці, і Суклєтін запросив її до себе додому, збрехавши, що у нього День народження. За свідченням адвоката Шакірової Бориса Рибака, сторож розповідав його підзахисній та іншим жінкам, що нібито відбував покарання в таборах Казахстану і втік із місць позбавлення волі. Переїхавши до Суклєтіна, Шакірова віддала дочку на виховання своїм батькам.
Незабаром Суклєтін та Шакірова розпочали злочинну діяльність. Спочатку вони разом з другом Суклєтіна — алкоголіком Рінатом Волковим — займалися здирством. Вони діяли за чітко відпрацьованою схемою: Шакірова їздила з Васільєва до Казані, а назад пізно ввечері брала таксі, скаржачись водієві на зради чоловіка. Коли вони приїжджали додому, Шакірова пропонувала інтимну близькість таксисту. У разі його згоди до спальні вривалися Суклєтін та Волков, граючи відповідно ролі ревнивого чоловіка та брата Шакірової. Волков приносив фотоапарат і вдавав, що фотографує таксиста та Мадіну. Потім Суклєтін і Волков били водія таксі і вимагали 200 рублів під загрозою поширення ганебних знімків. Наступного дня потерпілий віддавав гроші, побоюючись за свою репутацію.

### Серія вбивств
Незабаром Олексій Суклєтін повідомив Мадіні Шакіровій про свої плани вбивати жінок з метою людожерства. Він розповів їй про іранського шаха Мохаммеда Реза Пехлеві, який нібито ґвалтував та їв маленьких дівчаток, і про свого кумира — імператора Центральноафриканської імперії Жана-Бедела Бокасса, відомого як людожер. Іншим кумиром Суклєтіна був Джек-різник — невстановлений британський серійний вбивця XIX століття.
З листопада 1981 по 1982 Олексій Суклєтін вбив шістьох осіб (за іншими даними, маніяк вбив їх у 1979—1980 роках). Багато дорослих жертв Суклєтіна страждали на алкоголізм, були безхатьками, волоцюгами, займалися проституцією.
Зі своїми жертвами Суклєтін знайомився у громадських місцях, іноді у супроводі Шакірової, і під різними приводами запрошував до себе додому. Потім він разом із жертвами випивав багато алкоголю, після чого схиляв їх до статевого акту або ґвалтував. Маніяк бив потерпілих молотком по голові або головою об стіну, потім у більшості випадків перерізав горло ножем. Він завжди нападав ззаду, не дивлячись жертвам в очі. Після настання смерті жертви, Суклєтін і Шакірова розчленовували труп і вживали м'які тканини в їжу, а кістки закопували під водонапірною вежею. Особливо Суклєтін любив їсти жіночі груди.
Мадіна Шакірова прала закривавлений одяг та білизну, при цьому безпосередньої участі у вбивствах не брала. Іноді співмешканка маніяка викрадала речі вбитих. Під виглядом м'ясної вирізки або свинини для шашлику Суклєтін та Шакірова продавали людське м'ясо сусідам. Серед покупців були і правоохоронці.

#### Жертви
Ще до першого вбивства Суклєтін повідомив Шакіровій, що збирається вбити її подругу Людмилу. Коли Людмила приїхала до Суклєтіна, він вступив з нею у статевий зв'язок, а потім дав Шакіровий знак, що збирається позбавити Людмилу життя. Однак Мадіна врятувала подругу, за що Олексій побив співмешканку до втрати свідомості.
Першою жертвою Суклєтіна стала 22-річна Катерина Орлова, яка, за деякими даними, була повією. Суклєтін зустрівся з нею у Казані. 18 листопада 1981 він привіз Катерину до себе додому, представивши її як свою сестру. Уночі Суклєтін та Осетрова пішли до спальні, де вступили у статевий зв'язок. Потім Шакірова запропонувала Катерині випити, а Олексій узяв обмотаний ганчіркою молоток і вдарив Осетрову по голові. Після цього він поклав жертву в корито, зв'язав їй руки та перерізав горло. Маніяк став пити кров Осетрової, коли вона була ще жива, і змусив Шакірову пити разом з ним. Коли Осетрова померла, маніяк повісив її труп і, знущаючись з нього, за участю Шакірової вирізав м'які тканини та внутрішні органи. Залишки крові стекли в дитячу ванну. Убивця з'їв серце, печінку та легені. Шакірова приготувала з останків жертви борщ та пельмені та їла їх разом зі співмешканцем. Суклєтін та Шакірова годували м'ясом жертви також собак.
У січні 1982 року Суклєтін скоїв друге вбивство. Разом із Шакіровою він зустрів на вулиці двох дівчат та запропонував їм відсвяткувати Новий рік. Уночі Суклєтін убив і з'їв одну з нових знайомих, 22-річну Тетяну Іларіонову. Другу гостю маніяк не став вбивати, бо вона здалася йому надто худою. Коли вона прокинулася, Олексій сказав, що Іларіонова рано-вранці поїхала до Казані. Під виглядом свинини він продав сусідам м'ясо вбитої, а Шакірова за паспортом Іларіоновою взяла із салону прокату магнітофон «Ельфа».
Третьою жертвою маніяка стала 15-річна Резеда Галимова, яка приїхала до Казані вчитися. На той момент мати Галимової померла, а батько був алкоголіком. Галимова мала проблеми з житлом, і Суклєтін заманив її до себе, сказавши, що залагодить проблеми Резеди з навчанням та влаштує її до гуртожитку. Маніяк змусив Галимову випити склянку портвейну, після чого зґвалтував її та вбив двома ударами молотка по голові. Резеда просила Шакірову врятувати їй життя, але та відмовилася їй допомагати. Згодом Шакірова забрала светр убитої.
На свій День народження (13 березня) Суклєтін наказав Шакіровій викрасти немовля, але та відмовилася. Людожер поклав Шакірову в корито, жорстоко її побив і, погрожуючи співмешканці ножем, заявив, що наступного разу вб'є її, якщо вона не виконає його наказ. Суклєтін намагався вбити немовля неодноразово: представившись моряком, він запросив до себе Лінизу Каширову, яка мала 10-місячну дитину, плануючи убити обох, але Каширова відмовилася йти у гості до маніяка.
Четверте та п'яте вбивства Суклєтін вчинив майже одночасно. Людожер заманив на свою ділянку 22-річну продавчиню гастронома Надію Ситявіну, з якою познайомився на її роботі. Він оголосив Шакіровій, що тепер співмешкатиме з Ситявіною, і представив Надію матері, яка жила в Зеленодольську. Але потім Суклєтін став ображати Ситявіну, а якось посварився з нею і вдарив її по обличчю. Надія дала йому відсіч, і через кілька днів Олексій убив Ситявіну, відрубавши їй голову, і випив кров із її горла. Потім до Суклєтіна приїхала з Казані 19-річна Наталія Школьникова, колега Надії Ситявіної. Школьникова впізнала на Шакіровій одяг Ситявіною, після чого була вбита.
Убивши Ситявіну та Школьникову, Олексій Суклєтін шукав нових жертв. Представившись підполковником міліції, він спокусив немолоду заміжню жінку Ларису Петрівну та пообіцяв їй показати цілюще джерело. Зателефонувавши до міліції, Лариса Петрівна з'ясувала, що Суклєтін там не працює і розійшлася з ним. Ще одна жінка, яку людожер заманив до себе додому, відчула небезпеку і втекла.
Після цього Суклєтін приїхав у селище Північне до знайомого Бориса, який мав малолітню доньку Соню. Суклєтін розповів їй про свого племінника, який живе в Італії, і за якого пообіцяв видати дівчинку заміж. Потім він напоїв її горілкою та зґвалтував. Дізнавшись про це, Борис схотів убити Суклєтіна, але не став. Залишившись у Бориса, Олексій намагався знову зґвалтувати дівчинку, проте та чинила йому опір. Суклєтін задумав убити її, але тим часом прийшов Борис. Запросивши його додому, Суклєтін попросив привезти Соню, а коли Борис відмовився, жорстоко його побив.
Шостою і наймолодшою жертвою Олексія Суклетіна стала 11-річна Валентина Єлікова, дочка його знайомої. Маніяк зустрівся в Казані з дівчинкою, яка знаходилася біля кіоску з морозивом без батьків. Олексій представився їй дядьком, купив дівчинці морозиво і відвіз її до себе, сказавши, що вони збиратимуть полуницю. Шакірова та Єлікова разом ходили купатися. Удома Суклєтін ударив Єлікову головою об стіну, зв'язав, зґвалтував, убив та з'їв. Мадіна Шакірова намагалася врятувати дитину, проте вбивця побив її та став погрожувати вбивством. Шакірова покинула Суклєтіна і повернулася до своїх батьків, проте нікому не розповіла про його злочини.

### Останнє вбивство
Новою співмешканкою Олексія Суклєтіна стала 23-річна Лідія Федорова, схильна до непомірного вживання спиртного. Вона приходила до Олексія у супроводі свого родича — алкоголіка Анатолія Нікітіна. Разом вони влаштовували п'яні вечірки.
Суклєтін розраховував, що нова співмешканка допомагатиме йому вбивати жінок, і розповів їй про свої злочини. Він заявив, що очищає суспільство від асоціальних людей. Але Федорова зраджувала Олексія, відмовилася йому допомагати і стала загрожувати людожерові, що видасть його міліції. Сам Суклєтін поводився з Федоровою жорстоко і катував її, за що двічі був затриманий. Він довго виношував ідею вбивства співмешканки, але не хотів вбивати її одному. Маніяк хотів, щоб хтось бачив, як він розправляється з Лідією, і допомагав йому в цьому.
12 березня 1985 року, під час застілля, Лідія Федорова вкотре пообіцяла Суклєтіну видати його правоохоронним органам. Після цього Олексій Суклєтін та Анатолій Нікітін зґвалтували та вбили Лідію Федорову, облили соляркою її одяг та спалили, розчленували труп жертви, знущаючись над ним, та з'їли м'які тканини. Голову вбитої вони сховали в бочці з водою, а інші останки — у трансформаторній будці.
Убивши Федорову, Суклєтін поїхав до Мадіни Шакірової і все їй розповів. 18 березня 1985 року Шакірова повернулася до людожера. Щоб приховати вбивство Лідії Федорової, вона прибралася в будинку співмешканця.

### Викриття та арешт
Лідія Федорова була оголошена в розшук як зникла безвісти. Представники правоохоронних органів дізналися, що незадовго до зникнення вона співмешкала з Суклєтіним, і спитали його, де вона знаходиться. Суклєтін відповів, що Лідія посварилася з ним та поїхала. Огляд його житла підозр не викликав.
У червні 1985 року Суклєтін зустрівся в Казані зі своїм товаришем по чарці Геннадієм Кутовим, який працював на його ділянці. Удвох вони приїхали до Васільєва і почали пиячити. Олексій змусив гостя спати з Шакіровою і нагодував його м'ясом останньої жертви. Бувши п'яним, Суклєтін сказав Углову, що вбив та з'їв сімох людей. Геннадій подумав, що це жарт. Суклєтін запропонував гостю разом убити Шакірову, як важливого свідка, сказавши, що мріє підсмажити її серце, але Углов відмовився.
Углов запитав Суклєтіна, де знаходиться Лідія Федорова. У відповідь маніяк показав гостю діжку, де зберігалася голова убитої. Углов був матеріально залежний від Суклєтіна, який сподівався, що Геннадій не розповість про вбивство Федорової.
3 червня 1985 року товариші по чарці поїхали до Казані, де продовжили випивати. По дорозі назад Углов загубився в натовпі, прийшов у відділення міліції і подав заяву. Він був п'яний, і його слова не визнали в серйоз.
Наступного дня Суклєтін запросив Углова до себе і спробував вбити. Сторож ударив гостя по голові пляшкою з-під шампанського, проте той зміг втекти. Військовослужбовець, який проїжджав поруч, відвіз Углова до Зеленодольська, де Геннадій отримав медичну допомогу. У той же день було порушено кримінальну справу про вбивство Лідії Федорової.
Коли оперативники прийшли до Суклєтіна додому, вони відчули трупний запах, а судмедексперт Олександр Федюнов виявив у дворі шматок людської шкіри. У саду на ділянці Суклєтіна було зібрано чотири мішки людських кісток, у підсобному приміщенні знайшли піввідра топленого людського сала. Старший оперуповноважений управління карного розшуку Татарстану з особливо важливих справ Микола Колесніков виявив цвях, на який злочинець вішав тіла жертв, а також дошки та ножі, що використовувалися для обробки трупів. При цьому слідів крові на місці злочинів не було.
Щоб витягти останки убитих, знадобилося три дні. Одна з жертв була упізнана по пластині, що залишилася в її хребті після операції. Суклєтін сказав, що не став її їсти, тому що її тіло пахло ліками. Лідія Федорова була упізнана за зачіскою, манікюром та макіяжем.
4 червня 1985 року, у день порушення кримінальної справи, Олексія Суклєтіна було заарештовано. За кілька годин було заарештовано і Мадіну Шакірову. Коли мешканці Васільєва дізналися, що Суклєтін — вбивця і канібал, вони спалили його будинок, а на його місці влаштували звалище.

### Слідство
Коли Суклєтін вбивав людей, міліція не шукала його дорослих жертв: багато хто з них часто зникав, ведучи асоціальний спосіб життя. Їхні зникнення відзначали як нещасні випадки.
У розслідуванні справи Олексія Суклєтіна брав участь слідчий Фарид Загідуллін, який до цього працював у справі казанської ОЗУ «Тяп-Ляп». 12 липня 1985 Суклєтін подарував йому фотографію зі своїм автографом і написом «На згадку про першу зустріч з людожером».
Слідство встановило, що за час роботи Суклєтіна у садівничому товаристві «Каенлик» до нього приходило близько 20 жінок. Під час обшуку у будинку злочинця слідчі опитали сусідів, за словами яких Суклєтін не викликав підозр. Деякі речі жертв він зберігав у сестри, яка не цікавилася їхнім походженням.
На перших допитах Суклєтін зізнався у вбивстві Лідії Федорової, але заперечував провину в інших злочинах. Однак, дізнавшись, що на його ділянці були знайдені залишки Наталії Школьникової, людожер переклав провину на Лідію Федорову: за його словами, вона била Школьникову обухом сокири по голові, а він добив Наталію, перерізавши їй горло (насправді Суклєтін убив Наталію Школьникову разом з Мадіною Шакіровою, ще до його знайомства з Федоровою). Убивця заявив, що в колонії для неповнолітніх його вдарили по голові і з того часу у нього погана пам'ять. Дізнавшись, що залишки інших його жертв також знайшли, маніяк був шокований і зізнався у всіх злочинах.
Мадіна Шакірова під час слідства утримувалася у Зилантовому монастирі. Спочатку вона зізнавалася лише у приховуванні вбивства Федорової. На перших допитах спільниця маніяка поводилася нахабно і самовпевнено, намагаючись викликати у слідчого сексуальний інтерес. При цьому вона сприймала оточення як ворогів, спочатку не довіряючи навіть своєму адвокату Борису Рибаку.
Згадка кількох жертв Суклєтіна, вбитих у співучасті з Мадіною, зруйнувало її лінію поведінки. Фарид Загідуллін домігся свідчень від спільниці маніяка, повідомивши, що у разі мовчання їй загрожує смертна кара. Злякавшись, що її дочка залишиться сиротою, і дізнавшись, що Суклєтін зізнався у всіх вбивствах, Шакірова почала давати свідчення. Не заперечуючи своєї провини у злочинах, вона заявила, що боялася Суклєтіна і для неї було б краще бути страченою, ніж з'їденою ним:

| «Сама я нікого не вбивала. Різала м'ясо, готувала їжу із убитих. Ми забирали деякі речі убитих. Пальто, спідницю, кофту, туфлі, валянки. Я брала лише гарні речі. Погані ми спалювали». |
| |

Про свої злочини Суклєтін розповідав із задоволенням і в найдрібніших подробицях, заявляючи, що очищав суспільство від асоціальних людей. Він заявив, що свою першу жертву їсти не планував: зварив її м'ясо, щоб нагодувати собаку, і вирішив спробувати сам, оскільки був сильно п'яний.
Судово-психіатрична експертиза, проведена в Республіканській психіатричній лікарні № 3, встановила осудність Суклєтіна. Після цього Суклєтін, Шакірова та Нікітін були етаповані до Москви для проведення судово-психіатричної експертизи в Інституті імені Сербського. Там людожер заявив, що йому не шкода вбитих і він не кається в злочинах. Спочатку Суклєтін намагався імітувати божевілля. На запитання, чи боїться він Бога та Страшного суду, маніяк відповів:

| «Ха-ха, що мені Бог! Я сам собі Бог, і диявол! Смерті я взагалі боюся. Не хочеться зараз подихáти, мало ще пожив. А котись ти зі своїм Страшним судом!». |
| |

Мадіна Шакірова сказала психіатрам, що Суклєтін убив її як людину і як жінку. За її словами, він довго готував Шакірову до злочинів, говорив про її обраність, і це її заворожувало. Іноді Шакірова заявляла, що може жити серед людей, і просила її стратити.
За результатами повторної експертизи Олексія Суклєтіна знову визнали осудним, що сильно його здивувало. Мадіна Шакірова та Анатолій Нікітін також були визнані осудними.
Намагаючись затягнути слідство, Суклєтін розповідав про злочини, яких він не скоював. Він збрехав, що вбивав людей у Башкирії, що Лідія Федорова зарізала 14-річного хлопчика, якого потім за допомогою Суклєтіна втопила у Волзі. До прокуратури Татарської АРСР почали надходити запити про аналогічні злочини в інших регіонах СРСР. Слідству вдалося встановити, що Суклєтін давав неправдиві свідчення, щоб затягнути розслідування своєї справи та відстрочити покарання.
У СІЗО маніяк посилено робив зарядку, плануючи втечу. Він намагався домогтися авторитету серед ув'язнених, хвалився тим, що він людожер, насміхався над вірянами та їхніми почуттями, але після бійки з однокамерником вкотре потрапив у касту «опущених».
Усього Суклєтін зізнався у 15 вбивствах. Йому було пред'явлено звинувачення більш ніж у 20 вбивствах, але доведено було лише сім (оперуповноважений Микола Колесніков говорить про вісім жертв Суклєтіна). Убивця вимагав по 50 рублів, цигарки та чай за видачу залишків кожної жертви. Написавши шість явок з повинною про доведені вбивства і не отримавши гроші за сьому, він відмовився виходити на допити, цілими днями лежав на нарах у камері і сварився нецензурною лексикою на оточуючих. Втручатися довелося Фариду Загідулліну. Слідство у справі Олексія Суклєтіна тривало до 3 березня 1986.

### Суд та страта
Кримінальну справу про злочини Олексія Суклєтіна та його спільників розглядав Верховний суд Татарської АРСР. Обсяг матеріалів справи становив 19 томів. Мати Суклєтіна написала заяву, що відмовляється наймати синові адвоката.
Суд у справі Суклєтіна тривав близько місяця. Головою був заступник голови Верховного суду з кримінальних справ Татарської АРСР Ріф Шаріфулін. За його словами, як заступник він не був зобов'язаний приймати справу до провадження, оскільки справи по першій інстанції розглядали молоді судді, але він вирішив не наражати їх на психологічну напругу.
На суді Суклєтін поводився спокійно. Як і на слідстві, він докладно та із задоволенням розповідав про свої злочини. Суклєтін переривав перебіг засідань, щоб попалити. Підсудний до останнього не вірив, що буде розстріляний, вважаючи, що вбивство повій та алкоголічок не гідне страти.
18 квітня 1986 року Олексія Суклєтіна було засуджено до найвищої міри покарання — смертної кари через розстріл. У вироку було зазначено, що маніяк скоював злочини, «нехтуючи загальноприйнятими в радянському суспільстві принципами гуманізму» та «виявляючи виняткову нелюдяність».
Перед стратою засуджений зліпив з хлібного м'якуша жіночі туфлі та подарував їх Фариду Загідулліну. Останнім бажанням Суклєтіна було побачитися із Шакіровою. Він попросив у Мадіні вибачення і подарував їй яблуко. 29 червня 1987 року в Казані вирок було виконано.

## Особа злочинця та мотив вбивць
Сам Олексій Суклєтін не міг дати однозначної оцінки своїм злочинам. Він мотивував їх тим, що багато його жертв були повіями, і заявляв, що очищає суспільство від «аморального елемента». Разом з цим, за свідченням Мадіни Шакірової, людожер відчував насолоду в момент вбивства, перетворюючись на «справжнього звіра» та «сатану». Ще під час свого першого злочину у 1960 році, коли Суклєтін вдарив жертву по голові та спробував її зґвалтувати, його збудила думка про те, що жертва померла. Маніяк розповідав, що хвилювався лише під час першого вбивства.
Сусіди не підозрювали Суклєтіна у злочинах. Вони знали його як гостинного господаря, гарного співрозмовника і товариша по чарці, що вміє лагодити дах, сантехніку, копати картоплю, декламувати вірші. При цьому маніяк любив називати перехожих дітей «котлетками», і говорив, що їх «засмажить». Сусідів, у тому числі дітей, він пригощав людським м'ясом (наприклад, під виглядом шашлику), і ніхто не здогадувався про походження їжі. За спогадом одного зі свідків, коли йому було 7 років, Суклєтін нагодував його та інших місцевих хлопчиків супом. Частування було солодким, начебто замість солі туди додали цукор. Багато хто з тих, хто випадково спробував людське м'ясо, згодом не міг переносити навіть запах м'яса.
Суклєтін подобався жінкам. Їх приваблювала його зовнішність (він носив бороду), начитаність, впевненість у собі. Коли він був ув'язнений, він хотів, щоб співкамерники схилялися перед ним і захоплювалися ним, як авторитетом. Але добитися цього людожеру на вдалося.
Судово-психіатрична експертиза відзначила в особистості Суклєтіна психопатичні риси характеру: егоцентризм, підвищену збудливість, жорстокість, мстивість, які не позбавляли його здатності керувати своїми діями.
Мадіна Шакірова характеризувала співмешканця як дуже хитру та жорстоку людину, для якої «нічого немає святого». За її словами, Суклєтін тричі намагався її вбити, дивився на жінок лише як на джерело м'яса. Вона розповідала:

| «Гарні баби викликали в нього злість. Ну, ті інтелігентні, до яких він і підкотити боявся. Він любив про таких зі мною розмовляти і мріяти, як би він з нею здійснив статевий акт і обов'язково у збоченій формі, а потім би зарізав і з'їв». |
| |

## Жертви
1. Катерина Осетрова, 22 роки. Убита 18 листопада 1979 року.
2. Тетяна Іларіонова. Убита 13 січня 1980 року.
3. Резеда Галимова, 15 років. Убита у лютому 1980 року.
4. Надія Ситявіна. Убита у березні 1980 року.
5. Наталія Школьникова. Убита у травні 1980 року.
6. Валентина Єлікова, 11 років. Зґвалтована і убита у липні 1980 року.
7. Лідія Федорова, 23 роки. Зґвалтована і убита 12 березня 1985 року.

## Вирок спільникам Суклєтіна та їхня подальша доля
Для Мадіни Шакірової обвинувачення просило страту. Її адвокат Борис Рибак будував лінію захисту на тому, що особисто Шакірова нікого не вбивала. У результаті суд врахував пом'якшувальні обставини: каяття підсудної в скоєних злочинах, а також те, що Суклєтін змушував Мадіну скоювати їх, погрожуючи вбивством. Шакіровій було призначено покарання у вигляді 15 років позбавлення волі. Анатолій Нікітін був засуджений також до 15 років позбавлення волі за вбивство Лідії Федорової, Рінат Волков — до семи років позбавлення волі за здирство (подальша доля Волкова невідома).
Співкамерниці не прийняли Мадіну Шакірову, назвавши її «Діною-м'ясорубкою». Спочатку Шакірова перебувала в колонії в Козловці (Чувашія), де з нею побилися інші ув'язнені. Після цього її перевели в колонію в Плесецькому районі Архангельської області, де співкамерниці оголосили їй бойкот.
У 2001 Шакірова і Нікітін вийшли на волю. 2008 року Мадіна Шакірова дала інтерв'ю телепрограмі «Місто», в якому зізналася, що їй важко жити на волі і що чинила злочини не з власної волі. Після звільнення Шакірової родичі не приймали її, і вона сама намагалася якнайменше спілкуватися з людьми. Доля Анатолія Нікітіна після звільнення невідома.